# Radovan Richta
Radovan Richta (Praga, 6 giugno 1924 – Praga, 21 luglio 1983) è stato un filosofo cecoslovacco.
Fu tra i primi a mettere in luce l'effetto della tecnologia nell'ambito del pensiero filosofico e teorizzò l'avvento di una società che, grazie al progresso tecnologico, fosse basata sul lavoro intellettuale invece che su quello manuale.